# The Mountain Sylph

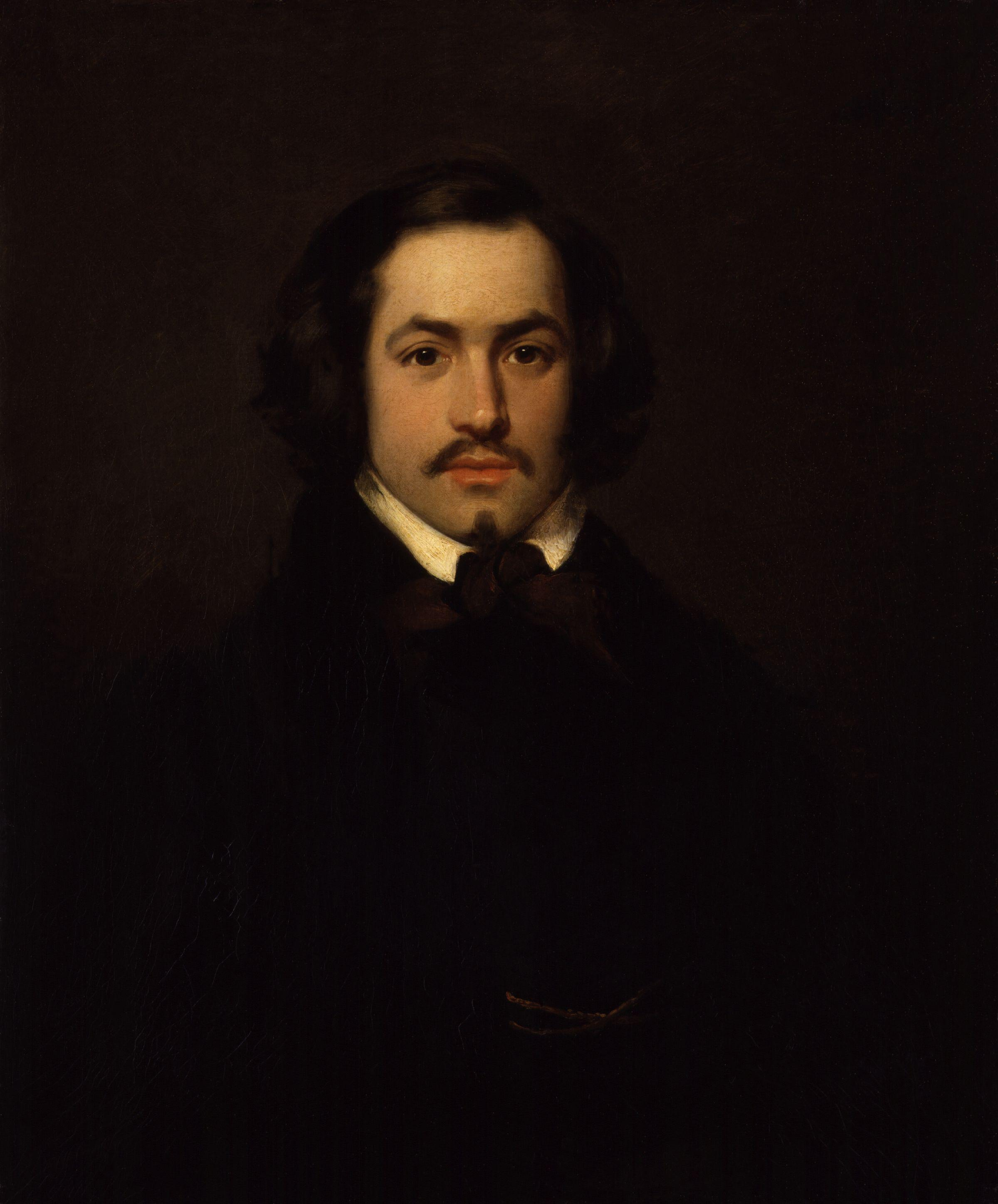
John Barnett

The Mountain Sylph (Bergssylfiden) är en romantisk opera i två akter med musik av John Barnett och libretto av Thomas James Thackeray.

## Historia
Den franske författaren Charles Nodiers novell Trilby, ou le lutin d'Argail (1822) inspirerade koreografen Filippo Taglioni och tonsättaren Jean Schneitzhoeffer till baletten Sylfiden (1832). Librettot till John Barnetts opera bygger mer på baletten än på novellen. Operan hade premiär den 25 augusti 1834 på Lyceum Theatre i London. Det var Barnetts enda stora succé och musiken var starkt påverkad av Carl Maria von Weber, särskilt i finalen till akt I där stämningen är snarlik scenen i Vargklyftan i Friskytten.

## Personer
- Donald, en herde, förlovad med Jessie (tenor)
- Hela, Trollkarl (baryton)
- Christie, Donalds rival om Jessie (tenor)
- Bailie McWhapple, en advokat (baryton)
- Ashtaroth, Underjordens härskare (baryton)
- Aeolia, Bergssylfiden (sopran)
- Etheria, Sylfiddrottningen (sopran)
- Jessie (sopran)
- Dame Gourlie, Jessies moder (kontraalt)
- Sylfider, bönder, häxor, andar (kör)

## Handling
Plats: Uppe i Skotska högländerna.

### Akt I
En grupp av sylfider finner den sovande Donald. Bergssylfiden Aeolia blir förälskad i honom men han är redan förlovad med Jessie. Hans rival Christie ber trollkarlen Hela att hjälpa honom vinna Jessie. Han får oväntad hjälp av Aeolia som trollar bort Donald på bröllopsdagen.

### Akt II
Hela ger Donald en halsduk som han lovar kommer binda Aeolia till honom. Men när hon sätter på sig halsduken förflyttas hon till Ashtaroths underjord. Sylfiddrottningen Etheria ger Donald en magisk ros. Med dess hjälp beger han sig ned till underjorden och rädda Aeolia. På hemvägen viger Etheria paret och Aeolia accepterar att hon kommer bli dödlig. Även Jessie och Christie får varandra.